# West Indies Cricket Team in Indien in der Saison 1994/95
Die Tour des West Indies Cricket Teams nach Indien in der Saison 1994/95 fand vom 17. Oktober bis zum 14. Dezember 1994 statt. Die internationale Cricket-Tour war Bestandteil der Internationalen Cricket-Saison 1994/95 und umfasste drei Tests und fünf ODIs. Indien gewann die ODI-Serie 4–1, während die Test-Serie 1–1 unentschieden endete.

## Vorgeschichte
Für beide Mannschaften war es die erste Tour der Saison. Die ODI-Serie wurde nach dem zweiten Spiel durch ein Drei-Nationen-Turnier, in dem die beiden Mannschaften zusammen mit Neuseeland teilnahmen, unterbrochen. Das letzte Aufeinandertreffen der beiden Mannschaften fand in der Saison 1988/89 in den West Indies statt.

## Stadien
Die folgenden Stadien wurden für die Tour als Austragungsort vorgesehen.
| Stadion                              | Stadt         | Kapazität | Spiele          |
| ------------------------------------ | ------------- | --------- | --------------- |
| Barabati Stadium                     | Cuttack       | 45.000    | 4. ODI          |
| Nahar Singh Stadium                  | Faridabad     | 25.000    | 1. ODI          |
| Sawai Mansingh Stadium               | Jaipur        | 23.185    | 5. ODI          |
| Wankhede Stadium                     | Mumbai        | 33.000    | 1. Test; 2. ODI |
| Punjab Cricket Association Stadium   | Mohali        | 35.000    | 3. Test         |
| Vidarbha Cricket Association Stadium | Nagpur        | 45.000    | 2. Test         |
| ACA-VDCA Cricket Stadium             | Visakhapatnam | 30.000    | 3. ODI          |

## Kaderlisten
Die beiden Mannschaften benannten folgende Kader für die Tour.
| Test | Test | ODI | ODI |
| Indien | West Indies | Indien | West Indies |
| --- | --- | --- | --- |
| - Mohammed Azharuddin (K) - Rajesh Chauhan - Vinod Kambli - Aashish Kapoor - Anil Kumble - Sanjay Manjrekar - Nayan Mongia (wk) - Manoj Prabhakar - Navjot Singh Sidhu - Javagal Srinath - Venkatapathy Raju - Sachin Tendulkar | - Courtney Walsh (K) - Jimmy Adams - Keith Arthurton - Kenny Benjamin - Shivnarine Chanderpaul - Anderson Cummins - Cameron Cuffy - Rajindra Dhanraj - Carl Hooper - Brian Lara - Junior Murray (wk) - Phil Simmons - Stuart Williams | - Mohammed Azharuddin (K) - Atul Bedade - Rajesh Chauhan - Kapil Dev - Vinod Kambli - Anil Kumble - Ajay Jadeja - Sanjay Manjrekar - Nayan Mongia (wk) - Manoj Prabhakar - Venkatesh Prasad - Venkatapathy Raju - Chetan Sharma - Navjot Singh Sidhu - Javagal Srinath - Sachin Tendulkar | - Courtney Walsh (K) - Keith Arthurton - Kenny Benjamin - Barrington Browne - Shivnarine Chanderpaul - Cameron Cuffy - Anderson Cummins - Rajindra Dhanraj - Roland Holder - Carl Hooper - Jimmy Adams - Brian Lara - Junior Murray (wk) - Phil Simmons - Stuart Williams |

## One-Day Internationals

### Erstes ODI in Faridabad
| 17. Oktober Scorecard | Faridabad | West Indies 273-5 (50)          | – | Indien 177 (45) |
|                       |           | West Indies gewinnt mit 96 Runs |   |                 |

### Zweites ODI in Mumbai
| 20. Oktober Scorecard | Mumbai (WS) | West Indies 192-9 (50)                     | – | Indien 135-4 (33.1/33.1) |
|                       |             | Indien gewinnt mit 8 Runs (revised target) |   |                          |

### Drittes ODI in Visakhapatnam
| 7. November Scorecard | Visakhapatnam | Indien 260-4 (44/44)      | – | West Indies 256-7 (43/43) |
|                       |               | Indien gewinnt mit 4 Runs |   |                           |

### Viertes ODI in Cuttack
| 9. November Scorecard | Cuttack | West Indies 251-9 (50)       | – | Indien 256-2 (49.2) |
|                       |         | Indien gewinnt mit 8 Wickets |   |                     |

### Fünftes ODI in Jaipur
| 11. November Scorecard | Jaipur | Indien 259-5 (50)         | – | West Indies 254 (49) |
|                        |        | Indien gewinnt mit 5 Runs |   |                      |

## Tests

### Erster Test in Mumbai
| 18. – 22. November Scorecard | Mumbai (WS) | Indien 272 (85.3) & 333 (98.1) | – | West Indies 243 (82.5) & 266 (81.4) |
|                              |             | Indien gewinnt mit 96 Runs     |   |                                     |

### Zweiter Test in Nagpur
| 1. – 5. Dezember Scorecard | Nagpur | Indien 546-9d (155) & 208-7d (63.4) | – | West Indies 428 (153) & 132-5 (62) |
|                            |        | Remis                               |   |                                    |

### Dritter Test in Mohali
| 10. – 14. Dezember Scorecard | Mohali | West Indies 443 (142.4) & 301-3d (56.3) | – | Indien 287 (128.3) & 114 (35.2) |
|                              |        | West Indies gewinnt mit 243 Runs        |   |                                 |